# Gretha Stevns
Œuvres principales
- série Susy
- série Pernille

Gretha Stevns est le pseudonyme féminin de Daniel Jacob Eilif Mortensen (né le 14 janvier 1916 et mort en 1989), un écrivain danois de romans pour la jeunesse. Il a également écrit sous le pseudonyme de Peter Pløk et sous son vrai nom.
En France, il est connu grâce à la série de romans pour la jeunesse Susy, parue de 1957 à 1977 aux éditions G. P. dans la collection Rouge et Or.

## Biographie
Daniel Jacob Eilif Mortensen commence sa carrière d'écrivain en 1943. Marié en 1942 à Grethe Hansen-Stevns, il utilise un pseudonyme féminin inspiré du nom de son épouse pour écrire deux séries pour filles : Susy et Pernille, parues respectivement de 1943 à 1964 et de 1949 à 1957 au Danemark.
Sous son patronyme d'Eilif Mortansson, il est l'auteur d'une série pour garçons : Magnus Heinason, aventures d'un pirate au XVIe siècle, également inédite en France.
À partir de 1949 il écrit quelques romans dont le plus connu est Malan (1952), histoire d'une belle et ensorcelante jeune fille.
Son œuvre - principalement les séries - a été traduite en allemand, espagnol, portugais,, suédois et norvégien et croate.

### sérieSusy
(liste exhaustive selon l'ordre de parution française)
1. Susy risque-tout (1957)
2. Susy et Solveig (1958)
3. Susy et la Petite Bohémienne (1959)
4. Susy et Cie (1960)
5. Nouvelles Aventures de Susy (1962)
6. Susy fait des siennes (1963)
7. Susy et le Charbonnier (1964)
8. Susy en pension (1965)
9. Susy sur la glace (1966)
10. Susy fait du camping (1967)
11. Susy mène l'enquête (1968)
12. Susy l'incorrigible (1969)
13. Susy trouve une piste (1970)
14. Susy au secours de Katia (1971)
15. Susy détective (1973)
16. Susy en pleine forme (1974)
17. Susy, tambour battant (1975)
18. Susy et le Mystère de la chaumière (1975)
19. Susy et la Fille du pêcheur (1976)
20. Susy et la Petite Inconnue (1977)

### sériePernille
(série pour filles inédite en France, illustrée par Maggi Baaring)
1. Pernille (1949)
2. Pernille og Strit  (1949)
3. Pernille ka' sagtens (1949)
4. Pernille i feriehumør (1949)
5. Pernille og Marianne (1950)
6. Pernille i Norge (1950)
7. Pernille holder jul (1950)
8. Pernille til søs (1950)
9. Pernille På Farten (1951)
10. Pernille ta'r fat (1952)
11. Pernille laver halløj (1953)
12. Pernille på glatis (1953)
13. Pernille går på (1955)
14. Pernille i hopla (1955)
15. Pernille på viften (1956)
16. Pernille slår sig løs (1957)
17. Pernille og Rusken (1957)
18. Pernille på hal is (1957)

### SérieMagnus Heinason
(série pour garçons, inédite en France, écrite sous le nom d'Eilif Mortansson)
- En vild Krabat (1942)
- Krybskyttens dreng (1942)
- Mysteriet paa Haldnæs (1942)
- Skovbranden (1944)
- Raske drenge (1948)
- Havets Helt (1953)
- I Kamp med Pirater (1953)
- Nordhavets Kaper (1953)
- Forræder om bord (1976)
- Kaptajnens sidste rejse (1976)
- Havets Vovehals (1976)
- Sørøverskib i sigte (1976)
- Nordhavets Pirater (1976)

### sérieRasmus
(série inédite en France, écrite sous le pseudonyme de Peter Pløk)
- Rasmus klarer Paragrafferne (1944)
- Rasmus på kostskole (1944)
- Rasmus Rævepels (1945)

### Romans et nouvelles
- Færøske stemninger (1949) (nouvelle)
- Han gik sig over sø og land (1952)
- Malan (1952)
- Snebjørn (1954)
- Danserinden (1959)

## Sources
- Guide de littérature pour la jeunesse, de Marc Soriano. Éditeur : Delagrave, collection : Jeunesse Littérature ; 18 octobre 2002, 568 pages ;  (ISBN 2206086077).
- (da) Biographie
- (en) Bibliographie